# John V. Farwell & Co.
John V. Farwell & Co. was een warenhuis in Chicago, Illinois, Verenigde Staten. De geschiedenis van de winkel gaat terug tot 1836, toen de broers Wadsworth naar Chicago kwamen om goederen te verkopen. E.S. Wadsworth ging uiteindelijk een partnerschap aan met Thomas Dyer en John Putnam Chapin als Wadsworth, Dyer & Chapin. Na een reeks eigendomswisselingen kwam het bedrijf onder de leiding van John Villiers Farwell, naar wie de naam van het bedrijf werd gewijzigd. Later werd de winstgevende kledingwinkel Philip Wadsworth & Co. afgesplitst van het bedrijf. John V. Farwell & Co. was de succesvolste winkel in de stad tot de grote brand van Chicago in 1871. De winkel bleef na de brand open, maar kreeg te maken met zware concurrentie van de voormalige partners Marshall Field en Levi Leiter. In 1926 werd de winkel overgenomen door Carson, Pirie & Co.

## Geschiedenis
In 1836 kwam E.S. Wadsworth vanuit New England naar Chicago, Illinois om land te kopen en goederen te verkopen. Zijn broer Julius volgde al snel. Al snel gingen ze een partnerschap aan met Thomas Dyer en openden ze een winkel aan Lake Street, in een gebouw dat eigendom was van F.C. Sherman. Het partnerschap bouwde later hun eigen winkel op South Water, tussen Clark Street en LaSalle Street. De Wadsworths en Dyer bouwden vervolgens een pakhuis aan de overkant van de straat, tegenover deze tweede winkel, om graan op te slaan en te verkopen. Ze bouwden ook een vleesverwerkingsbedrijf ten zuiden van de Twelfth Street Bridge. Als investering bouwden de Wadsworths een winkel op de hoek van Lake Avenue en Wabash Avenue.
In 1843 verliet Julius Wadsworth het bedrijf vanwege zijn slechte gezondheid. In zijn plaats sloot John Putnam Chapin zich aan bij de onderneming, die bekend werd als Wadsworth, Dyer & Chapin. Ze bouwden een nieuw slachthuis aan de zuidelijke tak van de Chicago River en sloten een deal om het vee van Jesse en Isaac Funk te slachten. Wadsworth richtte zich op de detailhandel, terwijl Dyer en Chapin zich concentreerden op de vleesverpakkingsactiviteiten. In 1846 werd Chapin verkozen tot de 10e burgemeester van Chicago. 
Wadsworth focuste met het bedrijf op detailhandel, terwijl Dyer vertrok om zijn eigen vleesverpakkingsbedrijf te beginnen. Vóór de splitsing van het bedrijf werd Wadsworth, Dyer & Chapin een van de dertien bedrijven die de Chicago Board of Trade optichtten. Dyer werd benoemd tot de eerste president. 

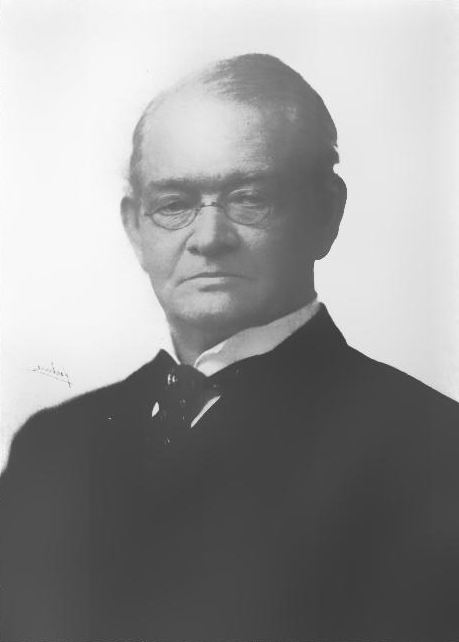
John Villiers Farwell

William Henry Phelps werd toegelaten als partner en het bedrijf kreeg de naam Wadsworth & Phelps. Kort daarna werd de heer Cooley aangenomen als senior partner en werd het Cooley, Wadsworth & Phelps. Phelps verliet het bedrijf in 1850 en werd vervangen door John Villiers Farwell, waarna de winkel werd omgedoopt tot Cooley, Wadsworth & Co. Wadsworth ging in 1863 met pensioen. In 1864 werd het bedrijf omgedoopt tot Farwell, Field & Co. nadat Marshall Field en Levi Leiter als partner toetraden. Het jaar daarop vertrokken Field en Leiter echter om zich bij Potter Palmer aan te sluiten in het bedrijf Field, Palmer, Leiter & Co. (later Marshall Field & Co.) De winkel ging verder als John V. Farwell & Co. met een partnerschap bestaande uit Farwell, Charles B. Farwell, William D. Farwell, John K. Harmon en S.N. Kellogg. Kellogg ging in 1867 met pensioen, waarna Simeon Farwell in 1870 als partner  toetrad. 
John V. Farwell & Co. was gevestigd in een gebouw op Wabash Avenue 112-116. De kledingactiviteiten werden afgesplitst in een eigen bedrijf, eerst Huntington, Wadsworth & Parks en later het laarzen- en schoenenbedrijf C.M. Henderson & Co. In oktober 1871 verwoestte de Grote Brand van Chicago het gebouw en een groot deel van de omgeving. Vervolgens werd een nieuw gebouw in gebruik genomen op de noordwesthoek van Monroe Street en Franklin Street. In 1883 werd op de hoek van Market Street en Monroe Street een nieuw gebouw van acht verdiepingen geopend naast de winkel. Farwell vertrok halverwege de jaren 1880 om te investeren in land in Texas. Het bedrijf werd in 1926 verkocht aan Carson, Pirie & Co.